# 香菸與櫻桃
《香菸與櫻桃》是日本漫畫家河上だいしろう創作的漫畫，以作者在Instagram上發布的單頁漫畫《前輩與後輩（暫）》為基礎而創作，自2017年8月29日起在秋田書店旗下漫畫網站マンガクロス開始連載，2019年時一度完結，之後開始繼續連載，至2020年9月9日完結，單行本全11集。作品對女主角的御姐形象描寫引起討論與關注。

## 故事大綱
故事中的角色均未提及姓名，角色間以彼此的關係或外號稱呼。
第1集至第7集
男主角（櫻桃、新人）歷經了三年的高中男校生活，立志在升上大學後交到女友，沒有抽過菸的他在吸菸區以借火點菸為藉口向女主角（香菸、前輩）搭訕，香菸是研究所的學姊，她從容地對應櫻桃的搭訕，並一眼就看穿櫻桃是處男，讓他不知所措，故作成熟的櫻桃為了向香菸示好，常鬧出不少笑話。
櫻桃想方設法博得香菸的歡心，但往往顯得社會性不足，而香菸都以成熟的態度面對，不過她也認為櫻桃很有趣，因此持續與他來往。櫻桃在香菸打工的咖啡廳偶遇香菸的前男友，櫻桃受到刺激，開始在同間咖啡廳打工，並對前男友有強烈的敵對意識。
香菸和前男友在六年前認識並交往，立志成為音樂人的前男友隨著日益走紅而冷落香菸，並為了赴東京圓夢而與香菸分手，如今他事業有成，回來向香菸求婚，而櫻桃也同時向香菸告白，香菸拒絕了前男友的求婚。隨著櫻桃在一次次事件中的成長與轉變，香菸也意識到自己對櫻桃的心意，並希望櫻桃能成為自己依靠和注視的對象。另一方面，咖啡廳的另外兩位員工也發展出戀愛關係，更激發櫻桃的競爭心態。
香菸即將從研究所畢業，同時也將從咖啡廳離職，使櫻桃焦躁不安並因此累倒，在他清醒後，一直看護他的香菸明確地向他表示自己的愛意。櫻桃請咖啡店的老闆和同事協助，在香菸的離職日安排歡送會，之後香菸到櫻桃的住處，兩人閒話家常一整夜，之後兩人正式交往，兩人首次約會的地點是咖啡廳。

## 出版
| 卷數 | 秋田書店       | 秋田書店 |
| 卷數 | 發售日期       | ISBN     |
| ---- | -------------- | -------- |
| 1    | 2018年3月19日  |          |
| 2    | 2018年5月18日  |          |
| 3    | 2018年9月20日  |          |
| 4    | 2019年2月20日  |          |
| 5    | 2019年6月20日  |          |
| 6    | 2019年8月20日  |          |
| 7    | 2019年9月20日  |          |
| 8    | 2020年6月19日  |          |
| 9    | 2020年10月20日 |          |
| 10   | 2021年2月19日  |          |
| 11   | 2021年2月19日  |          |

## 外部連結
- 香菸與櫻桃的Instagram帳戶